# بنتسه سابو
بِنتسه سابو (مجاری: Bence Szabó؛ زادهٔ ۱۳ ژوئن ۱۹۶۲) شمشیرباز اهل مجارستان بود.
از افتخارات وی میتوان به کسب مدال دو مدال طلا و دو مدال نقره در بازی‌های المپیک تابستانی اشاره کرد.